# Djabir Saïd-Guerni
Djabir Saïd-Guerni —en àrab جابر سعيد جورني, Jābir Saʿīd Jūrnī— (Alger, 29 de març de 1977) és un ex atleta algerià de 800 metres llisos.
Fou campió del món l'any 2003 i medalla de bronze als Jocs Olímpics de Sydney 2000, entre altres èxits destacats. Anuncià la seva retirada el 6 de maig de 2007, a causa de problemes amb les lesions. El seu millor temps fou d'1:43.09 minuts, assolit el setembre de 1999 a Brussel·les.

## Palmarès
- Campionat del Món d'atletisme de 2005 - 5è
- Jocs Olímpics d'Estiu de 2004 - 7è
- Campionat del Món d'atletisme de 2003 - medalla d'or
- Copa del Món d'atletisme de 2002 - medalla de plata
- Campionat d'Àfrica d'atletisme de 2002 - medalla d'or
- Jocs Olímpics d'Estiu de 2000 - medalla de bronze
- Campionat d'Àfrica d'atletisme de 2000 - medalla d'or
- Campionat d'Àfrica d'atletisme de 2000 - medalla d'or  (4 x 400 metres relleus)
- Campionat del Món d'atletisme de 1999 - medalla de bronze
- Universiada de 1999 - 4t